# حلونجي
حلونجي قرية سوريّة تتبع إداريّاً لمحافظة حلب منطقة جرابلس ناحية مركز جرابلس، بلغ تعداد سكانها 1,523 نسمة حسب التعداد السكاني لعام 2004.